# Incêndio em depósito de açúcar de Santa Adélia em 2013
Um incêndio no galpão de açúcar da empresa de logística Agrovia ocorreu no dia 25 de outubro de 2013 na cidade de Santa Adélia, interior de São Paulo. As chamas demoraram cinco dias para serem extinguidas por completo, de modo que o açúcar carbonizado junto com a água utilizada no combate formaram uma "cachoeira de caramelo" (expressão utilizada para se referir ao evento ocorrido), atingindo outras regiões da cidade e afetando cerca de 300 quilômetros de dois rios da região, o que levou à morte de 14 toneladas de peixes.
As chamas destruíram cerca de 30 mil toneladas de açúcar estocado, os quais eram oriundos de dez usinas da região de São José do Rio Preto e seguiriam via ferrovia para o Porto de Santos. Segundo o CEO da empresa, todos os clientes da Agrovia, empresa que chegou a movimentar cerca de 10% do açúcar da Região Centro-Sul do país, seriam ressarcidos. Uma barreira de proteção foi montada para evitar que o açúcar derretido a alta temperatura adentrasse nas residências próximas ao local. Acredita-se que o incêndio tenha se iniciado após uma faísca na esteira de movimentação de açúcar.

## Consequências
Após o incidente, cerca de 1,5 mil toneladas de melaço atingiram o rio São Domingos (cuja nascente fica na própria cidade do acidente) e rio Turvo, sendo carregados por mais de 300 quilômetros e provocando a morte de pelo menos 14 toneladas de peixes por asfixia (devido às reações químicas do açúcar em contato com a água).
Também, quatro famílias precisaram deixar as suas casas para que fosse feita a limpeza do material quente derretido proveniente do incêndio. A empresa arcou com os custos de hotelaria para as pessoas afetadas.
O prejuízo estimado foi no valor de R$24,8 milhões na época, considerando o açúcar destruído pelas chamas e os contratos de negócios futuros da commodity negociados na bolsa de valores de Nova Iorque.
Por sua vez, a Cetesb aplicou uma multa no valor de R$15 milhões para a Agrovia, valor esse que nunca foi pago pela empresa, a qual encerrou suas atividades no início de 2016. A atividade de estocagem e movimentação de açúcar não requer licenciamento ambiental no país.
Em 2017, quatro anos após o acidente, o Ministério Público informou que a empresa havia concordado em assinar um Termo de Ajustamento de Conduta (TAC) e pagar o valor da multa reajustado. No entanto, posteriormente, a Agrovia entrou na Justiça com pedido para cancelar este pagamento, o qual foi negado em 2020 pela Justiça.